# Gerrit Dou
Gerrit Dou /franciásan Gerard Dou/ (Leiden, 1613. április 7. — Leiden, 1675. február 9.) holland festő a holland festészet aranykorának egyik jelentős alkotója. Ismert, az amszterdami Rijksmuseumban látható önarcképét 1650 körül festette.

## Életpályája
Üvegfestő családjában született, korán atyja tanonca lett annak műhelyében, majd 1628-tól Rembrandt volt a mestere. 1631-ben önálló mesterré vált Leidenben, s nagy hírnévre tett szert. Korai alkotásait az elmélyült munka, a fény-árnyék (chiaroscuro) hatásának alkalmazása jellemzi lényeg kiemelése érdekében. Erről tanúskodnak Rembrandt szüleiről készített képmásai (Kassel, Berlin, Amszterdam, Budapest). Egy vagy több alakkal élénkített enteriőrjei a chiaroscuro tudatos alkalmazásának bizonyságai.
A későbbiekben egyre részletezőbbekké váltak arcmásai (például anyjáról festett képei, önarcképei stb.) 1640 körül a portrékon kívül kedvenc témája volt a remeték és Bűnbánó Magdolna ábrázolása, ugyanezen időtől kis portrékat is festett ablaknyílásban vagy csendéletben, és ezek nagy sikert arattak a polgárok körében. Ezeken a kis képeken is nagy beleérzéssel és komoly technikai tudással alkalmazta a fény-árnyék hatásokat, később mesterséges világítással is fokozta a hatást. Például Szakácsnő (Louvre), virágot öntöző, almát hámozó idős hölgyek, fiatal asszonyok gyermekeikkel, holland polgárok meghitt polgári környezetben, hegedűsök, csodadoktorok, fogorvosok stb. Híres lett a Vízkóros nő (Louvre) című képe is.
Rembrandthoz hasonlóan számos önarcképet festett, ezek közül 12 maradt fenn. Az itt látható (balra lenn) festmény a a New York-i Metropolitan Művészeti Múzeum gyűjteményéből a festő pályájának csúcsán készült, a művészt egy fülke ablakában, palettával és más tárgyakkal körülvéve ábrázolja. A hasonló fülke-ábrázolás számos más művén visszaköszön. Ez az önarckép már a korában szakmai sikert aratott a holland és nemzetközi kritikusok körében.
Nagy mesterségbeli tudással dolgozott. Korai időszakában főleg a szürkésbarna és kékes ibolya árnyalatokat kedvelte, később az aranybarna tónusokat élénkítette vörös árnyalatokkal. A portrék köré festett képzeletbeli ablakokat, kőkereteket nagyon kedvelték a megrendelők. Szellemisége talán azért nem nem érte el mestere, Rembrandt színvonalát, mert erősen alkalmazkodott a megrendelők igényeihez.

## Művei közgyűjteményekben

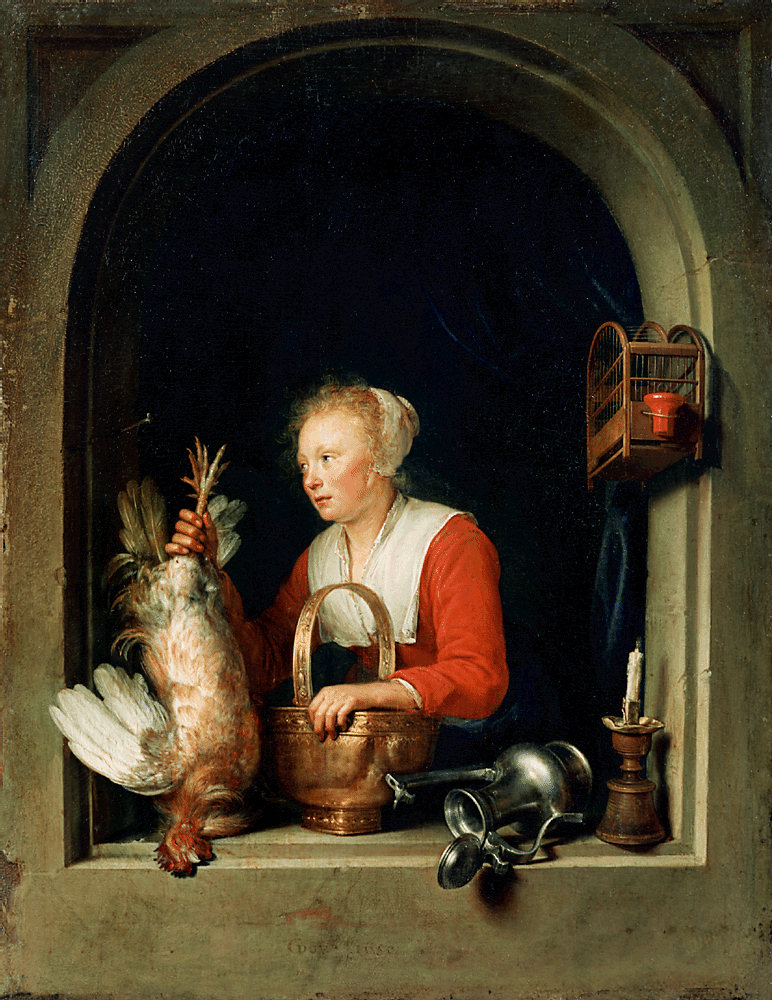
Holland háziasszony (1650 körül)

A budapesti Szépművészeti Múzeumban Egy idős hölgy képmása c. képet őrzik. Több mint kétszáz képe a világ híres múzeumaiban található:
- Rijksmuseum (Amszterdam)
- Museum Boijmans Van Beuningen (Rotterdam)
- Mauritshuis (Hága)
- Louvre (Párizs)
- National Gallery (London)
- Fine Arts Museums (San Francisco)
- University of Cambridge
- Ermitázs (Szentpétervár)
- J. Paul Getty Museum (Los Angeles)

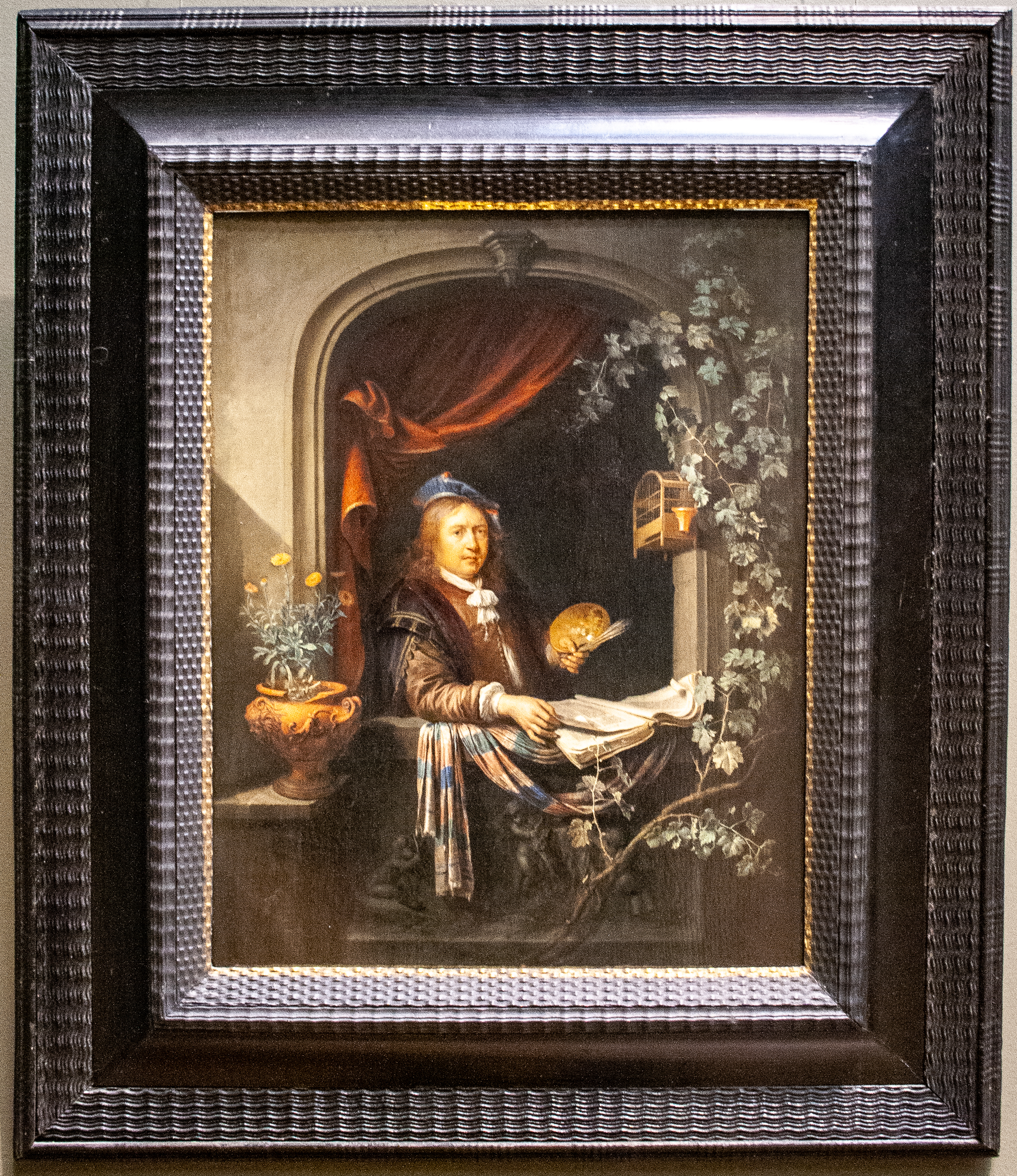
Önarcképe a New York-i Metropolitanben

- Liechtenstein Museum (Wenen)
- National Gallery (Skócia)[12]